# Liste des maires de Yaoundé
Le Maire de Yaoundé est élu par l'ensemble des conseillers municipaux des sept communes d'arrondissement de la ville de Yaoundé depuis la loi sur les collectivités territoriales décentralisées de 2019. De 1967 à 2020, les fonctions de maire sont assumées par un délégué du gouvernement nommé par décret présidentiel.
Depuis 2020, la fonction de délégué du gouvernement n'existe plus et a été remplacé par des maires de villes élu par les conseillers d'arrondissement des communes constituant la Communauté urbaine.
les droits et devoirs des maires 

## Statut
La commune mixte urbaine de Yaoundé est créée par arrêté du 25 juin 1941, puis érigée en commune de plein exercice par la Loi organique du 18 novembre 1955. En 1967, la ville devient une commune à régime spécial dirigée par un délégué du gouvernement nommé. Le statut de la cité est réformé en commune urbaine à régime spécial en 1974, puis Communauté urbaine composée de quatre communes d'arrondissement en 1987 puis six en 1993 et sept en 2007.

## Election
Le 3 mars 2020, les 297 conseillers d'arrondissement ont élu le nouveau maire de la ville conformément à la nouvelle loi de décentralisation de 2019. 

## Liste des maires
| Période          | Période         | Identité              | Étiquette | Qualité                                                      |
| ---------------- | --------------- | --------------------- | --------- | ------------------------------------------------------------ |
|                  | 1956            | Edgar Claverie        |           | Administrateur-maire                                         |
| 26 novembre 1956 | 27 février 1980 | André Fouda Omgba Nsi | BDC       | 1er maire élu, puis délégué du gouvernement à partir de 1967 |
| 1980             | 2001            | Basile Emah           |           | délégué du gouvernement                                      |
| 2001             | 2004            | Nicolas Amougou Noma  |           | délégué du gouvernement, haut-fonctionnaire                  |
| 2004             | 3 mars 2020     | Gilbert Tsimi Evouna  |           | délégué du gouvernement                                      |
| 3 mars 2020      |                 | Luc Messi Atangana    | RDPC      | Administrateur civil                                         |